# Campyloptère montagnard
Campylopterus duidae
Espèce
Statut de conservation UICN

 LC  : Préoccupation mineure
Statut CITES
Répartition géographique
Le Campyloptère montagnard (Campylopterus duidae) est une espèce d'oiseaux de la famille des Trochilidae.

## Habitat
Ce campyloptère occupe une douzaine de sommets des tepuys à une altitude variant entre 1 200 m et 2 400 m.  Il habite les lisières des forêts basses, humides, denses et couvertes de mousses.

## Référence
(en) « Neotropical Birds Online », Cornell Lab of Ornithology, 2 mai 2011